# Port lotniczy Sztokholm-Arlanda
Port lotniczy Sztokholm-Arlanda, Stockholm-Arlanda Flygplats (kod IATA: ARN, kod ICAO: ESSA) – międzynarodowy port lotniczy położony w gminie Sigtuna, 42 km na północ od Sztokholmu i 28 km na południowy wschód od Uppsali.

Plan lotniska

W 2019 był największym portem lotniczym Szwecji i 21. w Europie, a także jednym z trzech węzłów Scandinavian Airlines System (pozostałe dwa to Kopenhaga-Kastrup i Oslo-Gardermoen). W 2011 obsłużył ponad 19,1 mln pasażerów.

## Linie lotnicze i połączenia
| Linia lotnicza             | Kierunek |
| -------------------------- | --- |
| Aegean Airlines            | 1. Ateny Sezonowo: 1. Kalamata |
| Air Canada                 | Sezonowo: 1. Toronto-Pearson |
| Air China                  | 1. Pekin |
| Air France                 | 1. Paryż-Charles de Gaulle |
| Air Serbia                 | 1. Belgrad |
| airBaltic                  | 1. Ryga |
| AJet                       | Sezonowo: 1. Ankara |
| All Nippon Airways         | 1. Tokio-Haneda |
| Amapola Flyg               | 1. Arvidsjaur 2. Gällivare 3. Hemavan 4. Kramfors 5. Lycksele 6. Mariehamn 7. Örnsköldsvik 8. Vilhelmina |
| Austrian Airlines          | 1. Wiedeń |
| British Airways            | 1. Londyn-Heathrow |
| Brussels Airlines          | 1. Bruksela |
| Croatia Airlines           | 1. Zagrzeb Sezonowo: 1. Split |
| Delta Air Lines            | Sezonowo: 1. Nowy Jork-JFK |
| EasyJet                    | 1. Genewa |
| Emirates                   | 1. Dubaj |
| Ethiopian Airlines         | 1. Addis Abeba 2. Oslo-Gardermoen |
| Eurowings                  | 1. Bejrut 2. Berlin 3. Düsseldorf 4. Hamburg 5. Malaga 6. Neapol 7. Praga 8. Stuttgart Sezonowo: 1. Kolonia/Bonn 2. Faro 3. Hanower 4. Larnaka 5. Nicea 6. Palma de Mallorca 7. Preweza (wznowione 17 maja 2025) 8. Rzym-Fiumicino 9. Salzburg |
| Finnair                    | 1. Bergen 2. Helsinki |
| Iberia                     | 1. Madryt |
| Icelandair                 | 1. Reykjavík-Keflavík |
| Jonair                     | 1. Hagfors 2. Mora 3. Sveg 4. Torsby |
| KLM                        | 1. Amsterdam |
| LOT                        | 1. Warszawa-Chopin |
| Lufthansa                  | 1. Frankfurt 2. Monachium |
| Luxair                     | 1. Luksemburg |
| Nile Air                   | 1. Kair |
| Norse Atlantic Airways     | 1. Bangkok-Suvarnabhumi (od 28 października 2025) |
| Norwegian Air Shuttle      | 1. Alicante 2. Amsterdam 3. Antalya 4. Barcelona 5. Berlin 6. Bukareszt (od 1 maja 2025) 7. Kopenhaga 8. Edynburg 9. Faro 10. Helsinki 11. Kiruna 12. Londyn-Gatwick 13. Luleå 14. Malaga 15. Nicea 16. Oslo-Gardermoen 17. Paryż-Charles de Gaulle 18. Praga 19. Rzym-Fiumicino 20. Tel Awiw (zawieszone) 21. Umeå Sezonowo: 1. Ateny 2. Bari 3. Bastia 4. Bergen 5. Bilbao (od 14 czerwca 2025) 6. Billund 7. Budapeszt 8. Burgas 9. Katania 10. Chania 11. Dubrownik 12. Gran Canaria 13. Kraków 14. Larnaka 15. Lizbona 16. Lyon (wznowione 13 czerwca 2025) 17. Manchester 18. Marrakesz 19. Monachium 20. Olbia 21. Palermo 22. Palma de Mallorca 23. Piza 24. Porto (od 4 czerwca 2025) 25. / Prisztina 26. Pula 27. Rodos 28. Ryga 29. Salzburg 30. Santorini 31. Sarajewo 32. Split 33. Saloniki 34. Tromsø 35. Wenecja 36. Wilno 37. Visby |
| Nouvelair                  | Sezonowo: 1. Tunis |
| Pegasus Airlines           | 1. Antalya 2. Stambuł-Sabiha Gökçen Sezonowo: 1. Ankara |
| PLAY                       | Sezonowo: 1. Reykjavík-Keflavík |
| Qatar Airways              | 1. Doha |
| Royal Jordanian            | 1. Amman |
| Ryanair                    | 1. Alicante 2. Banja Luka 3. Barcelona 4. Mediolan-Bergamo 5. Budapeszt 6. Bruksela-Charleroi 7. Kolonia/Bonn 8. Dublin 9. Gdańsk 10. Göteborg 11. Karlsruhe/Baden-Baden 12. Kowno 13. Kraków 14. Liverpool 15. Londyn-Stansted 16. Luleå 17. Malaga 18. Malmö 19. Malta 20. Marrakesz 21. Nisz 22. Porto 23. Poznań 24. Ryga 25. Rzym-Fiumicino 26. Skellefteå 27. Tallinn 28. Saloniki 29. Tirana 30. Trevisto 31. Wiedeń 32. Warszawa-Modlin Sezonowo: 1. Béziers 2. Birmingham 3. Bolonia 4. Brindisi 5. Chania 6. Korfu 7. Dubrownik 8. Palma de Mallorca 9. Piza 10. Rodos 11. Rijeka 12. Turyn 13. Walencja 14. Visby 15. Wrocław 16. Zadar |
| SAS                        | 1. Alicante 2. Amsterdam 3. Ängelholm 4. Ateny 5. Barcelona 6. Bejrut 7. Bergen 8. Berlin 9. Billund 10. Bruksela 11. Kopenhaga 12. Dublin 13. Edynburg 14. Faro 15. Frankfurt 16. Genewa 17. Göteborg 18. Hamburg 19. Halmstad 20. Helsinki 21. Kalmar 22. Kiruna 23. Londyn-Heathrow 24. Luleå 25. Malaga 26. Malmö 27. Malta 28. Manchester 29. Mediolan-Linate 30. Mediolan-Malpensa 31. Newark 32. Nicea 33. Oslo-Gardermoen 34. Östersund 35. Palma de Mallorca 36. Paryż-Charles de Gaulle 37. Praga 38. Rzym-Fiumicino 39. Ronneby 40. Skellefteå 41. Stavanger 42. Sundsvall 43. Tallinn 44. Tromsø 45. Trondheim 46. Turku 47. Vaasa 48. Wilno 49. Visby 50. Zurych Sezonowo: 1. Agadir 2. Antalya 3. Bangkok-Suvarnabhumi 4. Biarritz 5. Bodø (wznowione 27 czerwca 2025) 6. Bolonia 7. Katania 8. Chania 9. Dubrownik 10. Florencja 11. Madera 12. Gazipaşa 13. Gran Canaria 14. Kalamata 15. Kalmar 16. Ibiza 17. Innsbruck 18. Larnaka 19. Lizbona 20. Miami 21. Montpellier 22. Monachium 23. Neapol 24. Olbia 25. Palermo 26. Piza 27. Sälen/Trysil 28. Sewilla 29. Split 30. Teneryfa-Południe 31. Saloniki 32. Tivat 33. Toronto-Pearson 34. Warszawa-Chopin Sezonowe czartery: 1. Korfu 2. Janina 3. Karpatos 4. Kawala 5. Kefalonia 6. Kos 7. Larnaka 8. Lemnos 9. Mitylena 10. Palma de Mallorca 11. Preweza 12. Samos 13. Santorini 14. Skiathos 15. Wolos |
| Sunclass Airlines          | Czartery: 1. Gran Canaria Sezonowe czartery: 1. Aruba 2. Antalya 3. Boa Vista 4. Chania 5. Fuerteventura 6. Gazipaşa 7. Heraklion 8. Larnaka 9. Palma de Mallorca 10. Preweza 11. Rodos 12. Sal 13. Skiathos 14. Teneryfa-Południe 15. Warna |
| SunExpress                 | Sezonowo: 1. Ankara 2. Antalya 3. Izmir 4. Konya |
| SWISS                      | 1. Genewa 2. Zurych |
| TAP Portugal               | 1. Lizbona |
| Thai Airways International | 1. Bangkok-Suvarnabhumi |
| Transavia                  | 1. Paryż-Orly Sezonowo: 1. Lyon 2. Marsylia |
| TUI Airways                | Sezonowe czartery: 1. Cancún 2. Krabi 3. Mauritius 4. Phuket 5. Phú Quốc |
| TUI fly Nordic             | Czartery: 1. Gran Canaria Sezonowe czartery: 1. Antalya 2. Boa Vista 3. Burgas 4. Chania 5. Dalaman 6. Karpatos 7. Kos 8. Lanzarote 9. Larnaka 10. Palma de Mallorca 11. Pula 12. Punta Cana 13. Rodos 14. Sal 15. Samos 16. Split 17. Teneryfa-Południe 18. Zakintos 19. Zanzibar |
| Turkish Airlines           | 1. Stambuł |
| United Airlines            | Sezonowo: 1. Newark |
| Vueling Airlines           | 1. Barcelona Sezonowo: 1. Paryż-Orly |
| Wizz Air                   | 1. Budapeszt 2. Gdańsk |